# Barry Bonds
Barry Lamar Bonds (* 24. Juli 1964 in Riverside, Kalifornien) ist ein ehemaliger US-amerikanischer Baseballspieler, der zuletzt bei den San Francisco Giants aktiv war. Bonds galt als einer der besten Baseballspieler überhaupt. Er hält zahlreiche Rekorde der Major League Baseball, so zum Beispiel mit 73 Home Runs jenen für die meisten Homeruns in einer Saison. Nachdem die Giants Bonds für 2008 keinen neuen Vertrag angeboten haben, beendete er seine aktive Karriere. Er ist der Cousin von Reggie Jackson.

## Rekordhalter der ewigen Home Run-Liste
Am 7. August 2007 schlug Barry Bonds im Spiel gegen die Washington Nationals seinen 756. Home Run und führt seither die ewige Homerun-Liste der Major League an. In der zweiten Hälfte des fünften Innings beförderte er den Ball bei Full Count gegen Pitcher Mike Bacsik im Centerfield über den Zaun. Der Baseball, mit dem Barry Bonds die alte Bestmarke von Hank Aaron aus dem Jahr 1976 übertroffen hat, wurde am 15. September 2007 von dem Modedesigner und Unternehmer Marc Ecko für 752.467 US-Dollar ersteigert. Anschließend richtete Ecko eine Website ein, auf der die Allgemeinheit abstimmen konnte, was mit dem Ball geschehen solle. Die Mehrheit entschied sich dafür, den Ball als Zeichen des vermuteten Dopings durch Bonds mit einem Stern zu versehen und so der Baseball Hall of Fame zur Verfügung zu stellen. Bonds hat sich vehement gegen dieses Vorhaben ausgesprochen.
Den Profi-Weltrekord Sadaharu Ohs von 868 Home Runs konnte Bonds nicht einstellen.

## BALCO-Affäre
Im Zuge der 2005 aufgedeckten BALCO-Affäre wurde behauptet, Bonds habe sich jahrelang mit Wachstumshormonen, THG, Insulin und Testosteron gedopt. Im November 2007 entschied eine Jury, den Spieler wegen Meineids und Behinderung der Justiz anzuklagen. Dabei geht es um Bonds’ 2003 getätigte Aussage vor Gericht, er habe nie wissentlich gedopt. Der Prozess gegen ihn hätte schon am 2. März 2009 beginnen sollen, verzögerte sich aber durch Anträge der Anklagevertreter. Der Prozess wurde dann am 21. März 2011 eröffnet. Am 13. April 2011 erklärten die Geschworenen Bonds der Behinderung der Justiz für schuldig. Die Richterin erklärte den Prozess aber für gescheitert betreffs der drei Anklagen gegen Bonds wegen Meineides, da die Geschworenen sich hierzu nicht auf ein einheitliches Urteil verständigen konnten. Im Dezember 2011 wurde er zu zwei Jahren Haft auf Bewährung, 30 Tagen Hausarrest, 250 Stunden gemeinnütziger Arbeit sowie 4000 Dollar Geldstrafe verurteilt. Das Bundesberufungsgericht in San Francisco sprach Bonds 2015 frei, weil seine irreführenden und ausweichenden Aussagen 2003 die Ermittlungen im Rahmen der BALCO-Affäre nicht wesentlich beeinflusst hätten.